# Na Young-hee
Na Young-hee (Boeun; 20 de septiembre de 1961) es una actriz surcoreana.

## Biografía
Nació en Boeun, Provincia de Chungcheong, Corea del Sur.

## Carrera
En septiembre del 2019 se unió al elenco recurrente de la serie Beautiful Love, Wonderful Life (también conocida como "Love is Beautiful, Life is Wonderful"), donde dio vida a Hong Yoo-ra.

## Filmografía

### Serie de televisión
- Style (TV series) (SBS/ 2009)
- Rooftop Prince (SBS / 2012)
- My Husband Got a Family (2012)
- Good Doctor (KBS / 2013)
- Fated to Love You (MBC / 2014 )
- Mother's Garden (MBC / 2014 )
- You Who Came From the Stars (SBS / 2014)
- What Happens to My Family? (KBS2 / 2014-2015)
- The Producers (TV series) (KBS / 2015)
- I Have a Lover (SBS / 2015)
- Lucky Romance (MBC / 2016)
- Legend of the Blue Sea (SBS / 2016)
- My Golden Life (KBS / 2017)
- About Time (tvN / 2018)
- The Beauty Inside (JTBC / 2018)
- Beautiful Love, Wonderful Life (KBS2 / 2019-2020)
- Crash Landing on You (tvN, 2020)[3]
- If You Cheat, You Die (KBS2, 2020-2021)
- One the Woman (SBS, 2021)
- Gold Mask (KBS2 / 2022)[4][5]
- Queen of Divorce (JTBC, 2024)[6][7]
- La reina de las lágrimas (tvN, 2024).[8]

### Cine
*Nota; para la totalidad de la lista esta referencia.
| Año  | Título                                               | Rol                | Notas                    |
| ---- | ---------------------------------------------------- | ------------------ | ------------------------ |
| 1981 | Children of Darkness Part 1, Young-ae the Songstress |                    |                          |
| 1982 | Come Unto Down                                       |                    |                          |
| 1982 | Ardent Love                                          |                    |                          |
| 1982 | A Night's Heaven                                     |                    |                          |
| 1982 | Sea Gull, Don't Fly Away                             |                    |                          |
| 1982 | Woman of Fire '82                                    |                    |                          |
| 1983 | Crying in a Butterfly's Embrace                      |                    |                          |
| 1983 | The Flower at the Equator                            |                    |                          |
| 1983 | As Firm As A Stone                                   |                    |                          |
| 1983 | Rose Woman                                           |                    |                          |
| 1983 | A Woman's Outing                                     |                    |                          |
| 1984 | The Last Day of That Summer                          |                    |                          |
| 1984 | Woman Who Grabbed The Rod                            |                    |                          |
| 1984 | Deer Hunting                                         |                    |                          |
| 1985 | When You Least Expect It                             |                    |                          |
| 1985 | Riding the Moonlight                                 |                    |                          |
| 1985 | It Happened At Night                                 |                    |                          |
| 1986 | With Her Eyes and Body                               |                    |                          |
| 1986 | Hero's Love Song                                     |                    |                          |
| 1986 | Closer, Further Closer                               |                    |                          |
| 1987 | Janus' Lady of Fire                                  |                    |                          |
| 1987 | 0.917                                                |                    |                          |
| 1987 | Eve's Second Bedroom                                 |                    |                          |
| 1988 | Don Quixote on Asphalt                               |                    |                          |
| 1988 | Prostitution                                         |                    |                          |
| 1988 | The Lady in the Wall                                 |                    |                          |
| 1988 | Naked                                                |                    |                          |
| 1989 | Prostitution 2                                       |                    |                          |
| 1989 | The Report of the Daughter-in-law's Rice Flower      |                    |                          |
| 1994 | Mom, the Star and the Sea Anemone                    |                    |                          |
| 2000 | Mission Baraba                                       |                    |                          |
| 2008 | Hello, Schoolgirl                                    | madre de Soo-young | Cameo                    |
| 2012 | Horror Stories                                       | Lady Jang          | Segmento "Secret Recipe" |
| 2017 | Forgotten                                            |                    |                          |

## Premios y nominaciones
- 2021 2021 SBS Drama Award: Best Supporting Actress in a Miniseries Romance/Comedy Drama (One the Woman) - Nominada
- 2018 54th Baeksang Arts Award: Mejor Actriz de Reparto (My Golden Life) - Nominada[10]
- 2009 MBC Drama Awards: premio dorado de actuación, actriz de miniseries (Queen of Reversals)
- 1989, the 25th Baeksang Arts Awards: actriz favorita de películas (매춘)
- 1989, the 3rd Korean Film Critics Association Awards: mejor actriz por (백구야 훨훨 날지마라)
- 1982, the 21st Grand Bell Awards: actriz revelación  (백구야 훨훨 날지마라)
- 1982, the 18th Baeksang Arts Awards, mejor actriz nueva, película (어둠의 자식들)
- 1981 the 2nd Korean Film Critics Association Awards: mejor actriz nueva (어둠의 자식들)